# Erika Skarbø
Erika Espeseth Skarbø (Ålesund, 12 de junho de 1987) é uma futebolista norueguesa que atua como goleira.

## Carreira
Erika Skarbø integrou o elenco da Seleção Norueguesa de Futebol Feminino, nas Olimpíadas de 2008. 